# 漆原ジャンクション
漆原ジャンクション（チルォンジャンクション）は大韓民国慶尚南道咸安郡にある、中部内陸高速道路(45号線）と南海高速道路（10号線）を接続するジャンクションである。漆原料金所方向から南海高速道路へは進入できない。

## 接続している路線

### 忠州・馬山方面
- 中部内陸高速道路（2番）

### 光州・釜山方面
- 南海高速道路（31番）

## 隣
中部内陸高速道路
漆原料金所 - (2) 漆原JCT - (3) 漆西IC
南海高速道路
(30) 山仁JCT - (31) 漆原JCT - (32) 北昌原IC